# Aide à la décision multicritère
L'aide à la décision multicritère constitue une branche d'étude majeure de la recherche opérationnelle impliquant plusieurs écoles de pensée, principalement américaine avec les travaux de Thomas L. Saaty et européenne avec ceux de Bernard Roy et du LAMSADE (Laboratoire d'analyse et modélisation de systèmes pour l'aide à la décision).
Il s'agit de méthodes et de calculs permettant de choisir la meilleure solution ou la solution optimale parmi tout un ensemble de solutions, l'alternative de type OUI-NON n'étant qu'un cas particulier du cas général.
Un abus de langage courant consiste à la confondre avec l'informatique décisionnelle (en anglais "business intelligence") et l'aide à la décision multicritère. L'informatique décisionnelle est dédiée à l'exploitation de données (query/reporting et data mining, principalement) destinée à l'élaboration de synthèses multi-niveaux.

## Outils d'aide à la décision (OAD)
Les outils d'aide à la décision permettent d'apporter des réponses pertinentes à des problématiques diverses mettant en œuvre plusieurs choix possibles (implantation de sites industriels, stratégie de dépollution d'un lac, constitution de portefeuilles de valeurs, etc.), d'aider au diagnostic et, plus généralement, de faciliter la prise de décision stratégique ou opérationnelle en environnement imprécis et/ou incertain. C'est une évaluation des alternatifs et des scénarios pour sélectionner le choix le plus judicieux que possible en fonction des objectifs visés et des résultats recherchés:

## Méthodes mathématiques
Il existe des méthodes mathématiques d'analyse multicritère et algorithmes qui permettent de résoudre des problèmes d'aide à la décision multicritères, on peut notamment citer les méthodes ELECTRE ou PROMETHEE.